# 孟天成
孟天成（1882年6月18日—1967年5月24日），字學孔，清光緒8年（西元1882年）出身清領台灣的台東縣（或有一說出身台南）。孟天成不僅是台灣總督府醫學校所聘用的第一位台籍講師，也曾在大連創設博愛醫院並擔任院長。

## 生平

### 童年與求學歷程
孟天成在光緒8年（西元1882年）出身於今台東縣台東市，父親是清政府派遣至台東的軍官，而母親則來自台東玉里的望族。可惜父母早逝，因此孟天成是尤其叔父孟叔齊培養長大的。
明治31年（1898年），16歲的孟天成與謝唐山同榜進入臺灣總督府醫學校，並在明治37年時（1904年）以第二名的成績畢業於總督府醫學校，成為第3任校友後明天成決定留校加入並解剖學研究室。明治40年（1907年）受聘為解剖學講師，是為台灣總督府醫學校聘用的第一位台籍講師。

### 前往大連
孟天成在明治43年（1910年）改為從事臨床醫學，陸續擔任皮膚科與牙科醫師，並於同年因為日本赤十字會台灣支部醫院和台北醫院醫務囑託而前往大連。到了大連後，孟天成除了先後行醫於南滿鐵道株式會社大連醫院與大連小崗子宏濟善堂病院並擔任日本赤十字會大連救護所所長外，也曾赴南滿醫學堂深造自己的能力。

### 成立博愛醫院
大正11年（1922年）8月，在完成南滿醫學堂的學業後，孟天成在好友的資助下成立了博愛醫院，並擔任外科醫師與院長。
孟天成尤其對黑熱病刻苦鑽研，在昭和9年（1934年）透過脾臟穿刺術發現十二例的黑熱病病例後，他步行進入蓋平、熊岳、復縣與周水子等八十一個偏遠村落以了解遼南黑熱病的流行概況。以此為根基，孟天成在昭和9年至11年間（1934年-1936年）於《滿洲醫學雜誌》和《 日本病理雜誌》發表了十幾篇關於黑熱病的論文，並因此獲得了日本醫學博士學位。
學術研究之外，孟天成所經營的博愛醫院規模也逐漸擴張。在昭和七年（1932年）後博愛醫院先後成立了奧町分院、博愛醫院新館、第二新館與甘井子分院後，博愛醫院一躍成為中國東北當時僅次於南滿醫院的第二大醫院，也是規模最大、員工最多的私立醫院。
1946年中國共產黨進入東北後，孟天成與其妻子日衝希娜在《人民呼聲》報表明，願意將其醫院全部房地產、儀器、藥品、資料和技術，自願無償獻給大連公安總局。同年6月，博愛醫院正式改名為大連市公安總局醫院，孟天成任院長。
1954年，醫院移交大連市衞生局，孟天成調到中國人民解放軍215醫院任院長。

### 病逝
1967年5月24日，孟天成病逝於大連，享年84歲。